# Quang Sơn, Tam Điệp
Quang Sơn là một xã thuộc thành phố Tam Điệp, tỉnh Ninh Bình, Việt Nam.

## Địa lý
Xã Quang Sơn nằm ở phía tây thành phố Tam Điệp, nằm cách trung tâm thành phố Ninh Bình 19 km, có vị trí địa lý:
- Phía đông giáp phường Bắc Sơn và phường Tây Sơn
- Phía tây giáp tỉnh Thanh Hóa
- Phía nam giáp phường Nam Sơn
- Phía bắc giáp xã Yên Sơn và huyện Nho Quan.

Xã Quang Sơn có diện tích là 35,21 km², dân số năm 2019 là 5.120 người, mật độ dân số đạt 145 người/km².

## Lịch sử
Ngày 17 tháng 12 năm 1982, Hội đồng Bộ trưởng ban hành Quyết định số 200-HĐBT về việc thành lập xã Đông Sơn thuộc thị xã Tam Điệp mới thành lập trên cơ tách một phần diện tích và nhân khẩu của thị trấn Tam Điệp và hai xã Yên Bình, Yên Sơn thuộc huyện Tam Điệp.
Ngày 26 tháng 12 năm 1991, Quốc hội ban hành Nghị quyết về việc tái lập tỉnh Ninh Bình từ tỉnh Hà Nam Ninh cũ và xã Quang Sơn thuộc thị xã Tam Điệp, tỉnh Ninh Bình.
Ngày 9 tháng 4 năm 2007, Chính phủ ban hành Nghị định số 62/2007/NĐ-CP về việc thành lập phường Tây Sơn trên cơ sở điều chỉnh 186,55 ha diện tích tự nhiên và 2.736 người của xã Quang Sơn.
Sau khi điều chỉnh địa giới hành chính, xã Quang Sơn còn lại 3.524,61 ha diện tích tự nhiên và 4.584 nhân khẩu.
Ngày 10 tháng 4 năm 2015, Ủy ban Thường vụ Quốc hội ban hành Nghị quyết số 904/NQ-UBTVQH13 về việc thành lập thành phố Tam Điệp thuộc tỉnh Ninh Bình và xã Quang Sơn trực thuộc thành phố Tam Điệp.

## Kinh tế
Khu công nghiệp Tam Điệp (thuộc xã Quang Sơn và một phần thuộc phường Tây Sơn, thành phố Tam Điệp). Diện tích 450 ha (giai đoạn I: 200 ha, giai đoạn II: 250 ha), trong đó đất xây dựng nhà máy là 228,3 ha. Dự kiến bố trí công nghiệp chế biến nông sản thực phẩm, may mặc, giày da, cơ khí chế tạo, sản xuất vật liệu xây dựng, điện tử; Công nghiệp hàng tiêu dùng.
Nhà máy xi măng Tam Điệp thuộc Công ty xi măng Tam Điệp là thành viên của Tổng Công ty công nghiệp xi măng Việt Nam được xây dựng trên địa bàn xã Quang Sơn, cách thủ đô Hà Nội 100 km về phía nam, cách Quốc lộ 1 1,5 km về phía tây. Nhà máy xi măng Tam Điệp có công xuất 1,4 triệu tấn Cliker/năm, sản phẩm của nhà máy bao gồm Xi măng PC50, PCB40, PCB30 và Cliker Pcp40, Pcp50.
Chợ Quang Sỏi nằm ở thôn Tân Trung là chợ trong danh sách các chợ loại 1, 2, 3 ở Ninh Bình.
Xã Quang Sơn và phường Tây Sơn nằm trong vùng nông trường chè Tam Điệp, 2 địa phương này có 240 ha chè, sản lượng năm 2007 đạt 1.700 tấn.

## Văn hóa

### Chùa Quang Sơn - đền Mẫu Thượng

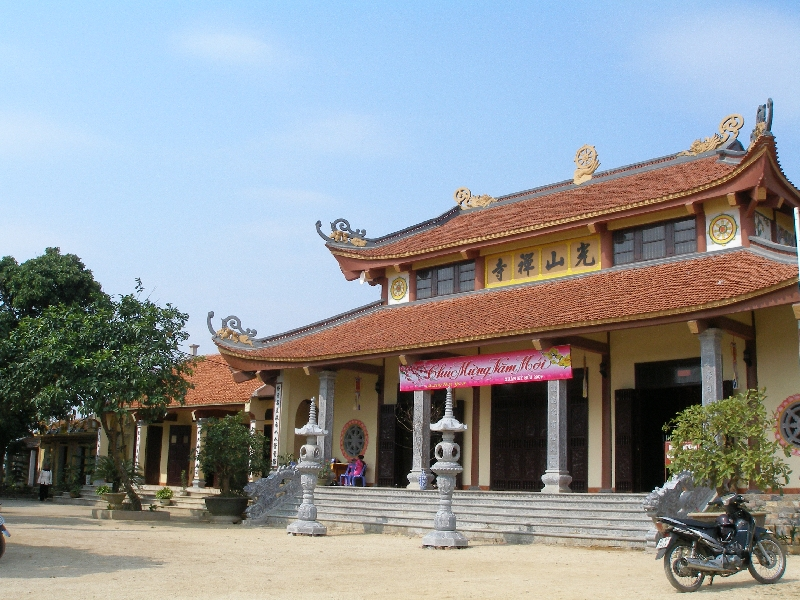
Chùa Quang Sơn

Khu di tích chùa Quang Sơn - đền Mẫu Thượng thuộc địa phận thôn Tân Thượng xã Quang Sơn, là công trình kiến trúc Phật giáo nổi tiếng ở thành phố Tam Điệp. Trong một trận đánh Lê Lợi bị giặc Minh đuổi tới khu vực Đồng Giao - Tam Điệp thì gặp xác một người phụ nữ đã bị mối xông, vua vội đắp đất mà không để ý quân giặc đã đuổi tới gần. Tình thế cấp bách vua vội nấp vào gốc cây đa rất to ở gần đó. Giặc có con chó săn rất giỏi tìm người, trận đánh nào chúng cũng cho chó đi theo và chưa khi nào nó tìm sai. Đến gần gốc cây đa nơi vua Lê Lợi đang nấp, bất ngờ từ trong gốc đa có một con cáo chạy ra, đánh lạc hướng quân địch; nhờ vậy vua Lê Lợi được cứu thoát. Vua cho rằng chính vong hồn của người phụ nữ vừa được nhà Vua lấp đã hoá thành con cáo để cứu mình nên cho quân lập đền thờ hồ ly phu nhân và phong cho cô gái là "Bạch Diện Sơn Tinh công chúa" để ghi nhớ ơn cứu mạng. Từ đó nhân dân trong vùng Tam Điệp truyền tụng nhau và đến đây lễ rất đông, đền thuộc địa phận thôn Tân Thượng xã Quang Sơn nên thường gọi là đền Mẫu thượng, hiện nay vẫn còn ở thành phố Tam Điệp.
Hệ thống tượng thờ trong chùa Quang Sơn được bài trí tại toà Thượng điện và toà Tiền Đường. Trong cuộc kháng chiến chống thực dân Pháp và đế quốc Mỹ, nơi đây đã từng là bệnh viện Kháng chiến tiền phương, đã đóng góp lớn vào chiến dịch Tây Nam Ninh Bình và mặt trận liên khu 4. Là trụ sở hội họp của Ban Chấp hành Đảng bộ Quân khu 3, điểm giao liên nối liền khu căn cứ cách mạng Quỳnh Lưu, huyện Nho Quan và chiến khu Ngọc Trạo, tỉnh Thanh Hoá.